# Okręg wyborczy Charnwood
Okręg wyborczy Charnwood - zniesiony w 2023 roku okręg wyborczy. Powstał w 1997 r. przez wydzielenie z okręgu Loughborough i wysyłał do brytyjskiej Izby Gmin jednego deputowanego. Po zniesieniu większość jego powierzchni weszła w skład nowo utworzonego okręgu wyborczego Mid Leicestershire a pozostała część podlega od 2023 roku pod okręg wyborczy Melton and Syston.

## Deputowani do brytyjskiej Izby Gmin z okręgu Charnwood
- 1997–2015 : Stephen Dorrell, Partia Konserwatywna
- 2015-2024 : Edward Argar, Partia Konserwatywna